# 克里斯蒂安·普吉奧尼
克里斯蒂安·普吉奧尼（義大利語：Christian Puggioni；1981年1月17日—）是一位意大利足球運動員。在場上的位置是守門員。他現在效力於意大利足球丙级联赛球隊Vis Pesaro。他曾效力於雷吉納足球俱樂部。